# E Street Band
E Street Band é uma banda rock de Nova Jersey, Estados Unidos, desde 1972.
A banda já trabalhou como grupo e individualmente com outros artistas como Paul McCartney, Bob Dylan, Meat Loaf, Bonnie Tyler, Air Supply, Dire Straits, David Bowie, Peter Gabriel, Stevie Nicks, Sting, Ian Hunter, Ringo Starr, Ronnie Spector, Gary U.S. Bonds, Darlene Love, Southside Johnny, the Grateful Dead, Santana, Lucinda Williams, Steve Earle, Emmylou Harris, Tracy Chapman, Lady Gaga e Aretha Franklin.